# Rocco Guerrini
Rocco Guerrini, greve av Linari, även känd som Rochus zu Lynar, italienska: Rocco Guerrini Conte di Linari, tyska: Rochus Quirinus Graf zu Lynar, född 24 december 1525 i Marradi, Republiken Florens, död 22 december 1596 i Spandau, Kurfurstendömet Brandenburg, var en italiensk fästningsbyggmästare, verksam i Frankrike och Tysk-romerska riket. Han var arkitekt till renässansfästningarna i Metz och Peitz, fästningen Wülzburg samt fullbordade Zitadelle Spandau.
Guerrini växte upp i Toscana vid släkten Medicis hov och fostrades i krigskonst. Han kom senare att ta tjänst vid det franska hovet och blev kammarjunkare åt Henrik II av Frankrike. Guerrini var född katolik men konverterade till protestantismen och blev hugenott under sin tid i Metz. Han kom därefter att arbeta för kurfurstarna Fredrik den fromme av Pfalz och August av Sachsen, innan han 1578 gick i kurfurst Johan Georg av Brandenburgs tjänst och bosatte sig i Spandau, där han ledde fästningsbygget. Han verkade i Brandenburg under återstoden av sitt liv och grundade den brandenburgska grenen av adelssläkten Lynar.

## Verk i urval
- 1561 Citadellet i Metz (rivet 1802)
- 1568 arbeten på Billigheims fästningsverk
- 1569 Bastioner vid Dresdens residensslott
- 1570 Weidenheims jaktslott (förstört)
- 1570 Ombyggnationer vid Schloss Hartenfels i Torgau
- Diverse ombyggnadsarbeten vid sachsiska slott
- 1571 - 1573: Augustusburgs jaktslott
- 1576: Syd- och ostflygeln till Dessaus residensslott (förstörda)

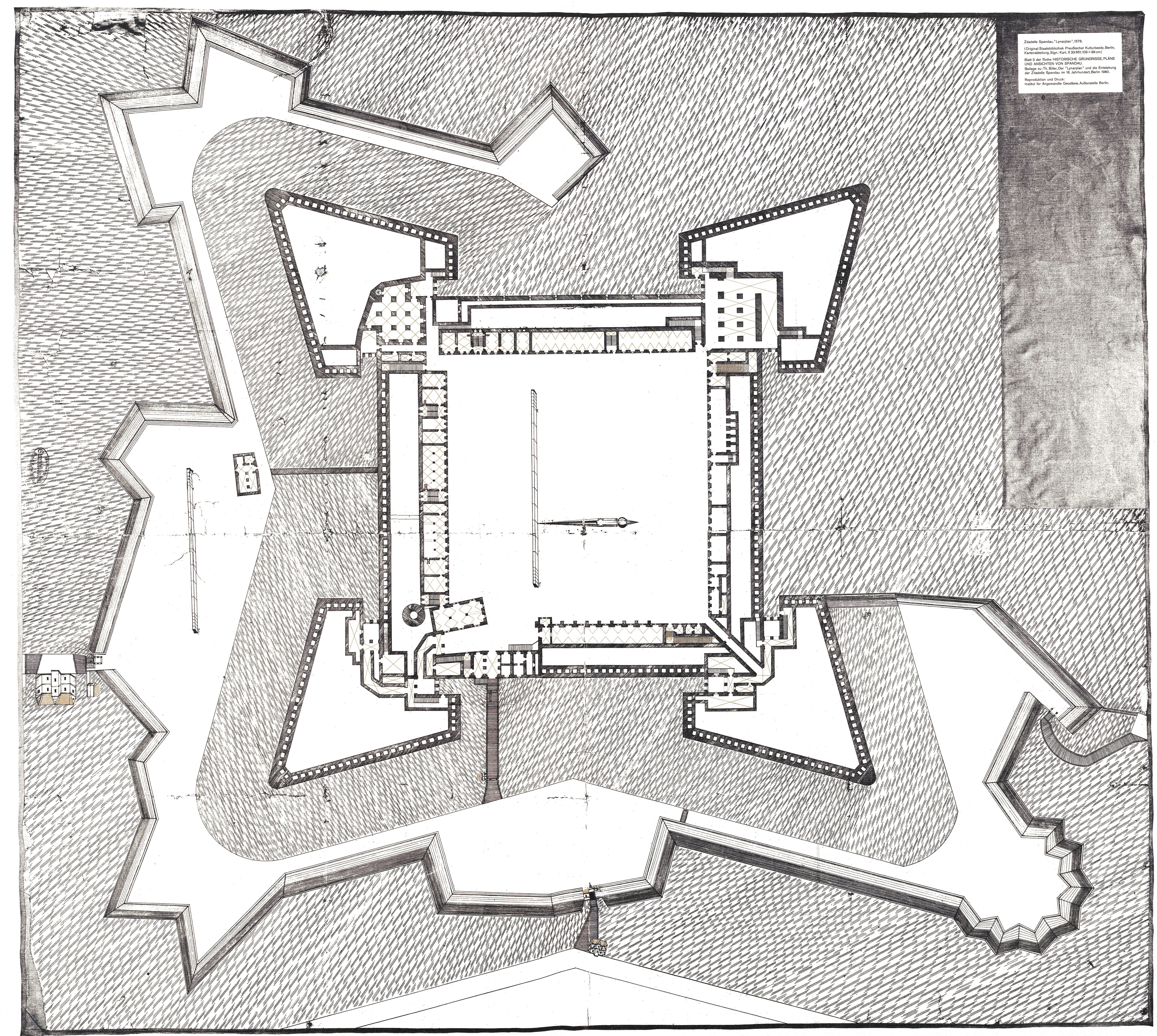
Guerrinis ritning till Zitadelle Spandau från 1578.

- 1578: Färdigställande av Zitadelle Spandau påbörjas
- 1578: Lynars Stadthof i Spandau, "slottet" (egna bostaden, riven 1805)
- 1578: Takarbeten och annexbyggnader på Jagdschloss Grunewald
- 1579: Ombyggnadsarbeten på Oranienburgs slott (ej bevarade)
- 1579: Järnverket i Zehdenick (förstört)
- 1579: Arbeten på fästningen i Küstrin
- 1579: Tvärflygeln mellan innergårdarna på Berlins slott och ombyggnationer av övriga flyglar
- 1580: Fästningen i Peitz
- 1590: Wülzburgs fästning
- 1590 - 1595: Stadsbefästningen i Peitz
- 1591 - 1595: Senftenbergs slott

## Eftermäle och minnesmärken
Lynarstrasse i Berlinstadsdelen Spandau uppkallades 1889 efter Guerrini. I närheten ligger även Lynar-grundskolan.
I Siegesallee ingick en byst av Guerrini som del av skulpturgruppen kring Johan Georg av Brandenburg. Skulpturerna utfördes av Martin Wolff och färdigställdes 1901. Skulpturgruppen flyttades i samband med oavslutade byggarbeten i Tiergarten under Nazityskland och bysten finns idag uppställd i Zitadelle Spandau.